# Henk Molleman

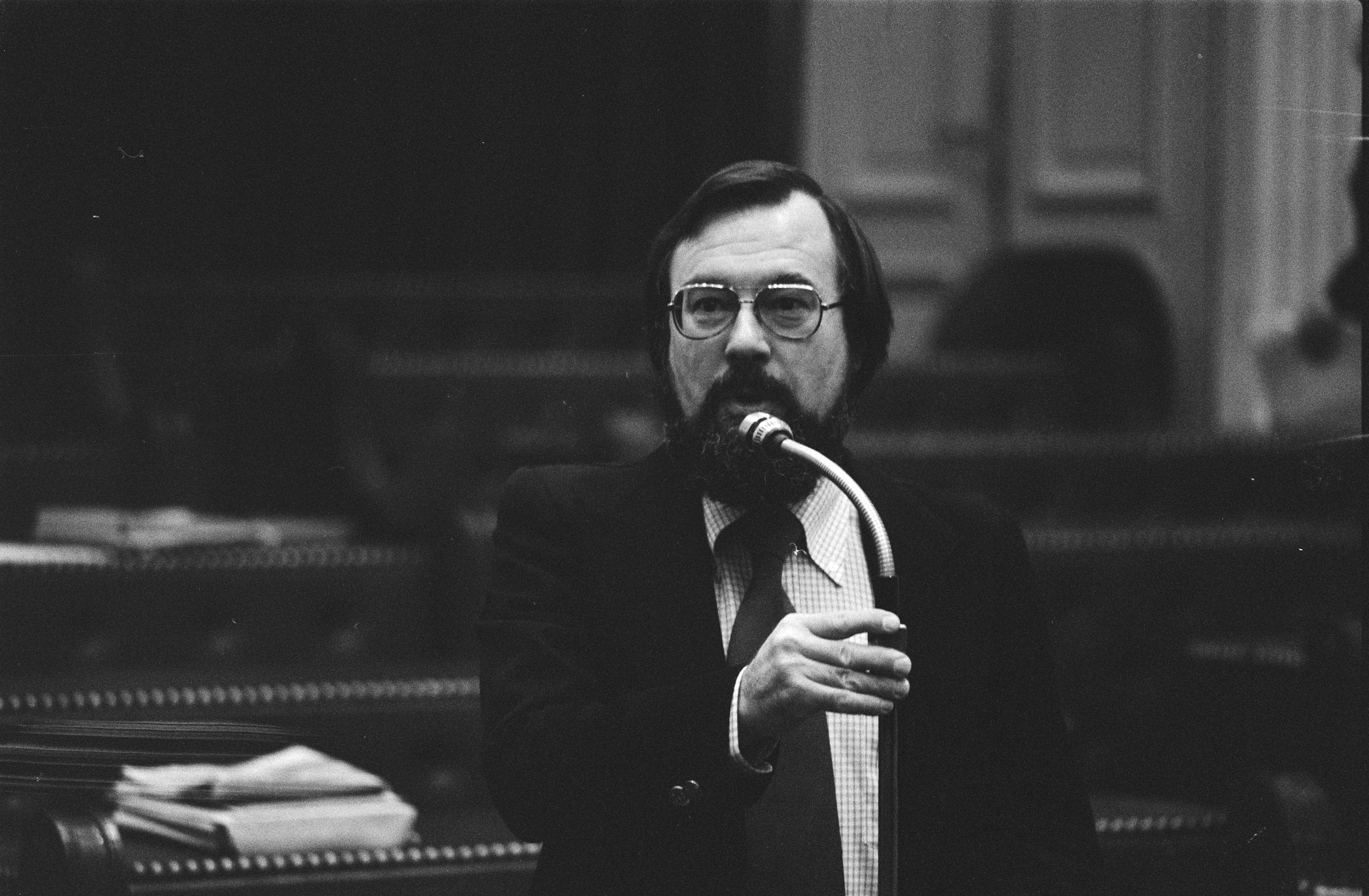
Henk Molleman, 1978

Henricus Albertus Antonius (Henk) Molleman (* 20. Juli 1935 in Amsterdam; † 15. Januar 2005 in Alphen) war ein niederländischer Politiker. Er gilt als Architekt der heutigen niederländischen Minderheitenpolitik.
Molleman studierte Philosophie und Soziologie an den Universitäten von Nijmegen und Amsterdam. Im Anschluss daran wurde er wissenschaftlicher Angestellter an der Universität Nijmegen.
Von 1976 bis 1979 war Molleman für die Partij van de Arbeid (PvdA) Abgeordneter im niederländischen Parlament. Danach leitete er von 1979 bis 1990 im niederländischen Innenministerium das Referat für die Integration von Minderheiten.
Er verstarb am 15. Januar 2005.